# ジョーダン・ハバード
ジョーダン・ハバード(Jordan K. Hubbard 1963年4月8日 -)はFreeBSDプロジェクトの共同設立者として知られるOSハッカー。

## 来歴
FreeBSDプロジェクトの設立以前はジョーダンは長い間オープンソースソフトウェアの開発者としてArdent Window Managerや他の様々なオープンソースのツールやライブラリを開発していた。1993年にネイト・ウィリアムズとロッド・グライムスとFreeBSDのプロジェクトを始めた。
2001年7月にAppleに入社してBSDテクノロジーグループのマネージャの役割を担った。2005年以降、AppleのUNIXテクノロジーディレクターとなった。
2013年7月からは、iXsystemsのCTOとなった。彼はデスクトップやモバイルからサーバ関係のことに戻りたいとし、Appleがサーバ事業を止めてしまったことがApple退社の一因であることをほのめかしている。 
2015年8月にmacOSのコア部分であるDarwinをベースとしたNeXTBSDをKip Macyと共にリリース開始した。

## 参照
1. ↑  Apple's Jordan Hubbard Joins iXsystems
2. ↑  Apple’s Operating System Guru Goes Back to His Roots
3. ↑  NeXTBSD aka FreeBSD X SlideShare
4. ↑  BAFUG Aug 2015 - Jordan Hubbard: NeXTBSD aka FreeBSD X ft. Kip Macy YouTube